# عديد السكاريد الشحمي

هيكل عديد السكاريد الشحمي.

عديد السكاريد الشحمي (بالإنجليزية: Lipopolysaccharide)‏ التي تُعرف اختصاراً بـ LPS وكذلك تُعرف باسم السموم الداخلية (بالإنجليزية: endotoxins)‏، هي جزيئات كبيرة تتكون من الشحوم وعديد السكاريد تتألف من مُستضدات-أو (بالإنجليزية: O-antigen)‏، تتواجد في الغشاء الخارجية لبكتيريا سلبية الغرام. وعديدات السكاريدات الشحميّة هي ذيفانات داخِلِيّة ومُسْتَضّدات مهمة.

## الاكتشاف
اكتُشف النشاط السمي لعديد السكاريد الشحمي لأول مرة ووصفه بالسموم الداخلية بواسطة رتشارد بفيفر، الذي ميزها عن السموم الخارجية، والتي صنّفها باعتبارها سُم يتم إطلاقه بواسطة البكتيريا في البيئة المحيطة.

## مهمتها في البكتيريا
عديد السكاريد الشحمي هو المكون الرئيسي للغشاء الخارجي للبكتيريا سالبة الغرام، مما يُساهم بشكل كبير في السلامة الهيكلية للبكتيريا، وحماية الغشاء من أنواع معينة من الهجوم الكيميائي. كما يزيد من الشحنة السالبة لغشاء الخلية ويساعد على تثبيت بنية الغشاء الكلي. ويُعتبر ذو أهمية حاسمة للكثير من البكتيريا سالبة الغرام، التي تموت إذا تم تحويلها أو إزالتها. ومع ذلك، ليس باللازم أن يكون ضروري في بعض البكتيريا سالبة الغرام، مثل الراكدة البومانية والموراكسيلة النزلية والنيسرية السحائية. يستحث عديد السكاريد الشحمي استجابة قوية من نظم المناعة الحيوانية العادية. كما تم توريطها في الجوانب غير المسببة للأمراض من البيئة البكتيرية.